# Amnesty International
Amnesty International, også kendt som Amnesty eller AI, er en international NGO. Organisationens erklærede mission er ”at dokumentere og handle for at forhindre alvorlige krænkelser af menneskerettighederne”. Organisationen har omkring 7 millioner medlemmer i mere end 150 lande verden over (2015).
Amnesty International blev grundlagt i 1961 af den britiske advokat Peter Benenson og har hovedsæde i London. Organisationen arbejder for at fremme menneskerettighederne, sådan som de er nedfældet i FN’s Verdenserklæring om Menneskerettigheder og de internationale menneskerettighedskonventioner og -standarder.
Amnesty undersøger og dokumenterer menneskerettighedsovertrædelser og arbejder på at skabe folkeligt pres på regeringer, politiske organer, virksomheder og andre vigtige aktører, som forbryder sig mod menneskerettighederne. Amnesty har traditionelt særligt arbejdet på at få frigivet alle samvittighedsfanger (prisoners of conscience), sikre frie og retfærdige retssager for politiske fanger, afskaffe dødsstraf, tortur og anden grusom behandling af fanger, stoppe politiske drab og oplyse om menneskerettighedskrænkelser begået af regeringer eller oppositionsgrupper.
Organisationen har rådgivende status ved FNs økonomiske og sociale råd UNESCO, Europarådet, Organisationen af Amerikanske Stater samt Organisationen for Afrikansk Enhed.
I 1977 blev Amnesty hædret med Nobels fredspris for sit arbejde for at udbrede og sikre menneskerettighederne verden over og særligt arbejdet med at sætte fokus på samvittighedsfanger.

## Historie
I 1961 skrev den britiske advokat Peter Benenson artiklen 'The Forgotten Prisoners' i avisen The Observer. Her opfordrede han læserne til at slutte op om en international kampagne for at befri de tusindvis af mennesker, der sad fængslet verden over på grund af deres politiske holdninger eller religiøse overbevisninger.
Projektet, som Benenson kaldte Appeal for Amnesty 1961, fik bred opbakning i England og internationalt. Tusindvis af læsere sendte appelbreve til de ansvarlige regeringer, og artiklen blev oversat og bragt i aviser i flere lande.
Kampagnen for befrielse af de såkaldte samvittighedsfanger skabte grundlag for en international bevægelse. I juli samme år afholdtes det første internationale møde med delegerede fra Belgien, Storbritannien, Frankrig, Tyskland, Irland, Schweiz og USA. Ved en konference i Belgien året efter besluttede man at gøre organisationen permanent. Dermed var Amnesty Internationalt officielt grundlagt.
Amnestys fokuserede primært på at lægge pres på regeringer for at frigive samvittighedsfanger. I slutningen af 1960’erne opnåede organisationen rådgivende status i FN, Europarådet og UNESCO.
I 1970’erne gik Amnesty videre til også at kæmpe for retten til en retfærdig retssag, bekæmpelse af længere tilbageholdelse uden retssag og bekæmpelse af tortur af fanger.
I 1980’erne satte Amnesty også fokus på udenretslige drab, politiske mord og forsvindinger.
I 1990’erne rettede Amnesty særligt opmærksomhed mod overgreb begået mod specifikke grupper, herunder kvinder, flygtninge og etniske og religiøse minoriteter.
Med Amnestys 40-årsjubilæum i 2001 blev arbejdet for de økonomiske, sociale og kulturelle menneskerettigheder inkorporeret i organisationens vedtægter. Dermed arbejder Amnesty nu for at fremme alle menneskerettigheder nedfældet i FN’s Verdenserklæring om Menneskerettigheder, hvilket også fremgår af organisationens officielle vision: ”Amnesty Internationals vision er en verden, hvor hvert eneste menneske nyder alle de menneskerettigheder, som er nedfældet i Verdenserklæringen om Menneskerettigheder og de internationale menneskerettighedskonventioner og -standarder”.
Amnestys fik en dansk afdeling i 1964. 

## Arbejde
Amnesty International arbejder på at skabe folkeligt pres på regeringer, politiske organer, firmaer og andre vigtige aktører, som forbryder sig mod menneskerettighederne. Alt Amnestys arbejde tager udgangspunkt i de 30 artikler i FN's Verdenserklæring om Menneskerettigheder, som blev vedtaget i 1948.
Et vigtigt redskab i Amnestys arbejde er at udgive rapporter, som, grundigt og upartisk, søger at dokumentere brud på menneskerettighederne. Rapporterne bliver til gennem observation af retssager, samarbejde med lokale menneskerettighedsaktivister, medieovervågning og ikke mindst interviews med ofre for overgreb samt interviews med embedsmænd i de relevante lande.
Amnesty gennemfører tematisk afgrænsede kampagner. Med udgangspunkt i sin medlemsskare og sine støtter søger organisationen at skabe opmærksomhed og indflydelse gennem eksempelvis underskriftsindsamlinger, demonstrationer og brevskrivning til ofre for menneskerettighedsbrud såvel som magthavere.
De overordnede retningslinjer og fokusområder i Amnestys arbejde fastlægges i organisationens seksårige internationale strategiplaner, som danner rammerne for alle de nationale afdelinger.
Amnesty Internationals fokusområder i menneskerettighedsarbejdet 2010-2016 var:
- At styrke mennesker, der lever i fattigdom.
- At forsvare ubeskyttede mennesker uden fast ophold.
- At forsvare mennesker imod vold fra stater og grupper.
- At beskytte menneskers ret til ytringsfrihed og ikke-diskrimination.

## Organisation
Amnesty har over 3,2 millioner medlemmer og støtter i 150 lande verden over (2010).
Foruden mange frivillige medlemmer har Amnesty fastansatte, lønnede medarbejdere. I lande hvor Amnesty har et højt medlemstal, organiseres medlemmerne i afdelinger kaldet ”sektioner”, der koordinerer Amnestys aktiviteter i det pågældende område. I 2005 havde Amnesty 52 sektioner verden over. I lande med voksende medlemstal, som kan vokse til sektionsstørrelse, er Amnesty organiseret i ”strukturer”. De fungerer på samme måde som sektionerne, men med færre medlemmer og ansatte. Endelig har organisationen ”internationale medlemmer” i lande, hvor hverken en sektion eller en struktur eksisterer.
Amnesty afholder international generalforsamling hvert andet år. Her deltager repræsentanter fra lande med nationale afdelinger. Generalforsamlingen kaldes Det Internationale Rådsmøde - The International Council Meeting (ICM). ICM er Amnestys øverste beslutningsorgan, og det er på ICM, at organisationens strategier, overordnede politikker samt eventuelle ændringer i vision og mission vedtages. ICM vælger også den internationale bestyrelse (IEC), som udgør den øverste daglige politiske ledelse af organisationen.
På Det Internationale Rådsmøde vælges også Amnestys øverste ledelse: Den Internationale Bestyrelse, som udpeger organisationens generalsekretær, som er ansvarlig for den daglige ledelse og leder sekretariatet i London. Her i organisationens hovedkvarter arbejder omkring 500 ansatte og mere end 100 frivillige fra over 50 lande med research og kampagneplanlægning (2010).
Amnesty finansieres hovedsageligt af kontingenter og donationer fra organisationens medlemmer verden over. For at bevare sin uafhængighed modtages donationer ikke fra regeringer eller statslige organisationer.

## Amnesty Danmark
Amnesty Internationals danske afdeling er en af de over 50 nationale sektioner, som udgør Amnestys verdensomspændende medlemsorganisation. Den blev oprettet i 1964 og havde i 2010 cirka 100.000 medlemmer.

### Arbejde i Danmark

#### Fokusområder
Kampagner i Danmark er en del af organisationens internationale integrerede strategiplan, som formuleres for seks år ad gangen, og som danner rammerne for alle de nationale afdelingers arbejde.
I 2010 arbejdede Amnesty særligt på to prioriterede kampagner:
- Anti-diskrimination: Fælles europæisk kampagne mod diskrimination på baggrund af race, køn, religion og seksuel orientering. I 2010 særligt fokus på romaer i Europa og homo-, bi- og transseksuelles rettigheder.
- Demand Dignity: Global kampagne om sammenhængen mellem fattigdom og menneskerettighedskrænkelser. I 2010 særligt fokus på mødredødelighed, menneskerettighedskrænkelser i slumområder samt indarbejdelse af menneskerettigheder i FN’s 2015-mål.

Derudover arbejdes i Danmark med indsatsområder, som traditionelt set er mere gennemgående i organisationens arbejde – såsom afskaffelse af dødsstraf og tortur samt frigivelse af samvittighedsfanger.

#### Arbejdsformer
Amnestys målsætning er at skabe folkeligt pres på de ansvarlige for krænkelser af menneskerettighederne. Derfor arbejder organisationen på at informere både sine medlemmer, politikere og offentligheden om aktuelle overgreb samt at engagere medlemmer og støtter aktivt i forsvaret af menneskerettighederne.
Information om overgreb kommunikeres gennem dagspressen, Amnestys hjemmeside, nyhedsbreve og medlemsbrevet ”AMNESTY”, som udkommer fire gange årligt.
Amnesty arbejder også for at udbrede kendskabet til menneskerettighedskrænkelser, og menneskerettighedsområdet generelt, gennem undervisning. Undervisningscenteret ”Amnesty Interactive” producerer undervisningsmateriale og arrangerer foredrag om menneskerettigheder. Amnesty Interactive gennemfører desuden kurser for lærere i folkeskolens 8.-10. klasse.
Derudover lægger organisationen vægt bag sine budskaber gennem folkelig forankring. Eksempelvis har Amnesty en lang tradition for brevskrivningskampagner, hvor medlemmer og støtter sender breve til personer, som er uretmæssigt fængslet på grund af deres politiske overbevisning, tro, køn, seksualitet eller andet. Under sloganet ”Skriv for liv” sender AI Danmark breve til uretmæssigt fængslede verden over for at støtte de fængslede moralsk og lægge pres på de ansvarlige for menneskerettighedskrænkelserne. 
Underskriftsindsamlinger er et andet virkemiddel, som Amnesty traditionelt benytter til at skabe folkeligt pres. I akutte situationer benytter Amnesty i Danmark sit netværk af frivillige til at indsamle underskrifter på SMS gennem initiativet ”Amnesty Lifeline”.

### Organisation i Danmark
Amnestys danske afdelings daglige arbejde koordineres fra sekretariatet i København, som beskæftiger cirka 50 medarbejdere og et antal frivillige. 
En gang om året holder Amnesty i Danmark landsmøde, hvor der vælges en hovedbestyrelse. Bestyrelsesformand i Amnesty i Danmark er Sophie Jo Rytter (maj 2017). Hovedbestyrelsen ansætter den danske generalsekretær. Amnestys generalsekretær i Danmark blev i maj 2016 Trine Christensen.
Ud over sekretariatet i København findes en række lokalforeninger rundt om i landet, der arbejder på at synliggøre Amnesty og organisationens aktuelle kampagner lokalt. Der findes Amnesty-centre i Århus, Odense, Aalborg og Frøslev. Centrene står for at koordinere kontakten mellem lokalforeningerne og sekretariatet i København. Odense-afdelingen er medarrangør af Mangfoldighedsfest Odense.
”Amnesty Youth” er Amnestys ungdomsafdeling, som har grupper på gymnasier og andre ungdomsuddannelser i hele landet. En gang om året afholdes en ”Nordic Youth Conference” for Amnestys nordiske ungdomsgrupper.

## Kampagner

### "Stop tortur!"
"Tortur er en af de mest ondskabsfulde krænkelser af menneskerettighederne", stod der i Amnestys årsberetning for 2005. Det år opnåede foreningen at få den danske regering til at skrive et forbud mod tortur ind i den danske straffelov. Forud var der indsamlet over 145.000 underskrifter i Danmark som anbefalede at ændre loven på netop dette punkt.

### "#Sygt System"
I 2016 satte Amnestys kampagne #sygtsystem fokus på, hvordan sundhedssystemet diskriminerer transkønnede, når de søger behandling. Målet for kampagnen var at få transkønnethed af diagnosefortegnelsen og sikre en bedre adgang til behandling. Det er Amnestys holdning, at det har stor symbolværdi, at transkønnede ikke længere stemples som psykisk syge. Men det er vigtigt, at der følger rettigheder med, siger kampagneleder Helle Jacobsen. 

I kampagnen #sygt system samarbejdede Amnesty med en gruppe trans-aktivister samt Copenhagen Pride, Transpolitisk Forum, Transkønnedes Interesseorganisation, LGBT Ungdom og LGBT Danmark. For dette arbejde modtog gruppen af trans-aktivister Menneskerettighedsprisen for 2016, der er Rådet for Menneskerettigheders hæderspris. 

## Kritik
Amnesty i Danmark kritiserede i Årsrapport 2006 Arkiveret 21. maj 2006 hos  Wayback Machine USA på det kraftigste for fortsat at holde fanger på Guantanamo-basen under nedværdigende forhold og tortur samt bortførelse af statsborgere blandt andet fra Italien for at "afhøre" dem i lande uden for Europa. Denne rapport sammenholdt med andre af organisationens aktiviteter har fra den politiske højrefløj ført til påstande om en politisk slagsside hos Amnesty.[kilde mangler]
Organisationen beskyldes for at være politisk farvet grundet pres fra medlemmer i tredjeverdenslande.